# 淫ビテーションe.p.
『淫ビテーションe.p.』 （インビテーション イーピー）は、MONOBRIGHTの2枚目のミニアルバム。2011年1月12日、デフスターレコーズよりリリース。
キャッチコピーは、「ヒダカトオル[ex-BEAT　CRUSADERS]加入第一弾Wedding　e.p.」

## 解説
バンド2作目のミニアルバム。ヒダカトオル加入（「結婚」）後初の作品。「結婚」にあやかって、本作を「Wedding　e.p.」と称しており、ジャケットも結婚をイメージしたものとなっている。また、1曲目の「HAPPY TOGETHER」に結婚行進曲のフレーズが使われている。2010年2月に発表した「DO10!!」攻略宣言では、当初「ADVENTURE」発売後にシングル2枚をリリースすると予定されていたが、本作はミニアルバムでの発売となった。その後、2011年3月2日にシングル「COME TOGETHER/DANCING BABE」をリリースし、公約は果たされている。

## 収録曲
1. HAPPY TOGETHER (3:57)
（作詞・作曲：ALAN GORDON, GARRY BONNER）
The Turtlesのカバー。イントロとアウトロに「結婚行進曲」のフレーズが使われている。ちなみに、2010年11月14日に行われた新メンバーお披露目ライブの際、ヒダカトオル登場SEとしてイントロの「結婚行進曲」のフレーズが使われた。
メインボーカルはヒダカが担当。理由は桃野曰く「僕は英語（の曲）が歌えない」ため。
2. 旅立ちと少年2 (3:21)
（作詞・作曲：桃野陽介）
本作のリードトラック。PVが制作された。
3. California Sun,California Rain (3:41)
（作詞：桃野陽介　作曲：ヒダカトオル）
桃野曰く、歌詞を書く際には「カリフォルニア」というお題があり、Wikipediaで調べながら書いていった[1]。歌詞の一節の「アメリカに憧れてストーンズを聴いた」というのは、桃野の実体験であるという（ちなみにローリング・ストーンズはイギリス出身のバンドであり、アメリカ出身のバンドではない。そのことも歌詞に書かれている）。
4. この人、大丈夫ですか (2:51)
（作詞・作曲：桃野陽介）
5. スロウダイヴ (FOREPLAY ver.) (3:53)
（作詞・作曲：桃野陽介）
4thアルバム『ACME』収録曲の別バージョン。
6. オードリー・ヘプバーン泥棒 (3:48)
（作詞：ケラ　作曲：シウ）
有頂天のカバー。選曲は出口博之。

全編曲：MONOBRIGHT